# 上之宮遺跡

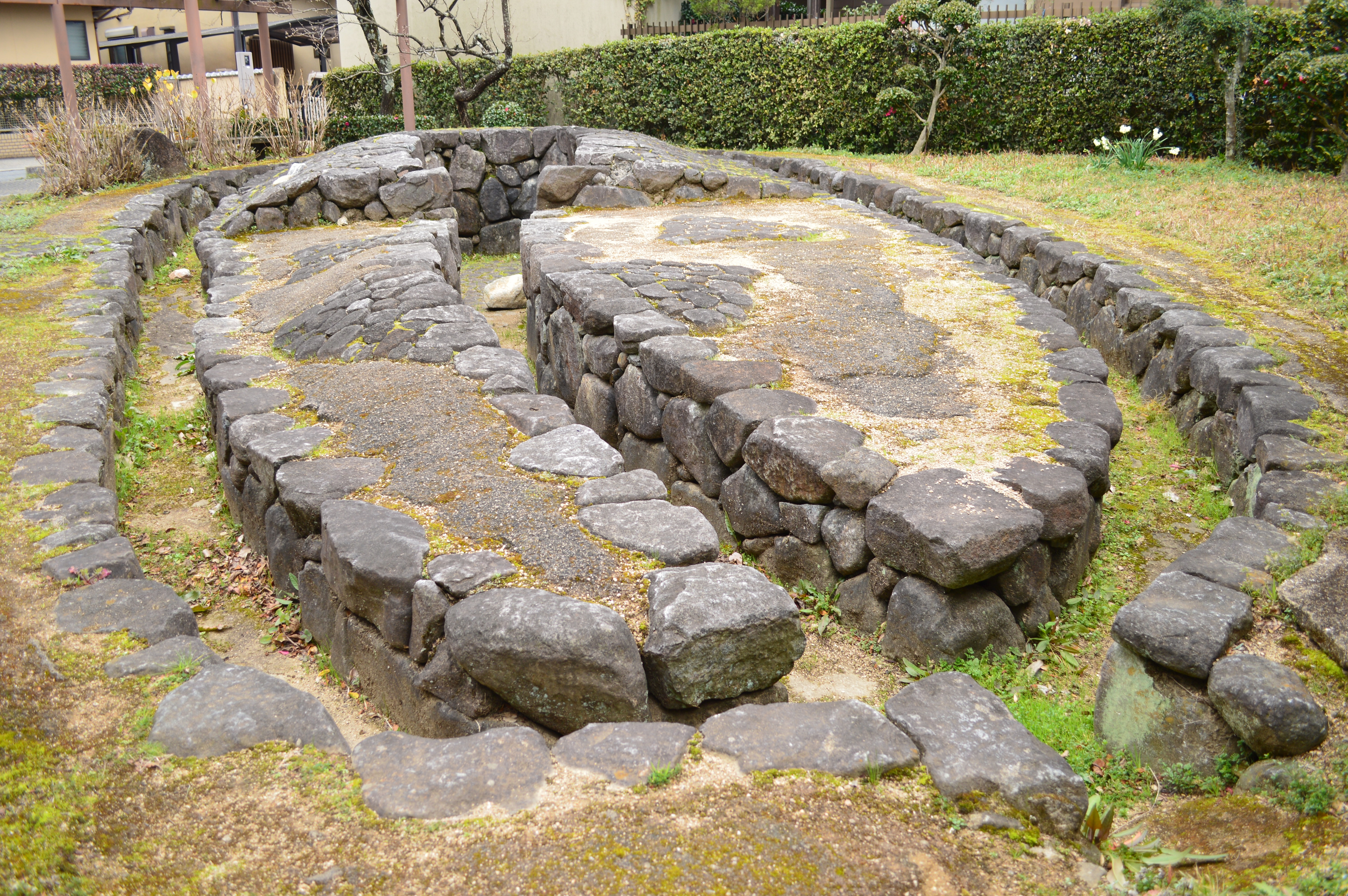
上之宮遺跡 園池遺構（復元）

上之宮遺跡（うえのみやいせき）は、奈良県桜井市上之宮にある古墳時代から飛鳥時代にかけての複合遺跡。桜井市指定史跡に指定され、出土木簡は桜井市指定有形文化財に指定されている。

## 概要
1986年、桜井市南部の寺川西岸の河岸段丘上の土地を区画整理する際に調査が行われた。
遺跡全体を4つの時期に分けて考えることができ、3期以降は居館として整備されていたことが示されている。中央部に四面廂付の大型建築物の遺構があり、北側に長棟の脇殿を配し、東側と南側を柵列で囲み、それぞれに門が備えられている。西側は祭祀機能の付いた庭園になっており、北側の正面から三輪山が見える構図になっている。西側と北側には石溝が走っており、後に東側や南側にも溝が設けられたことが確認できる。庭園部分から木簡が出土している。鼈甲や木器、果実の種なども出土しており、貴人の邸宅跡と考えられている。ただし、園池遺構ではなく水源祭祀場の遺構とする説もある。
なお、「上之宮」の地名は聖徳太子が幼い時に過ごした宮殿・上宮にちなむという説があり、上之宮遺跡と聖徳太子との関連性を指摘する説もある。ただし『日本書紀』などの史書類には、現存していない磐余池のほとりに用明天皇の磐余池辺雙槻宮、その南隣に息子の聖徳太子の上宮があったとされており、磐余池の所在地が確定しない限り肯定も否定も出来ないとされる。また、阿倍氏など周辺地域を拠点に持つ豪族の邸宅である可能性もある。

## 文化財

### 桜井市指定文化財
- 有形文化財
  - 上之宮遺跡出土の木簡（考古資料） - 「別金塗銀□其項□頭刀十口」の墨書銘がある。桜井市立埋蔵文化財センター保管。2000年（平成12年）6月12日指定[2][3]。
- 史跡
  - 上之宮遺跡 - 1992年（平成4年）8月3日指定[4][3]。